# Baj Ganjo
Baj Ganjo (bułg. Бай Ганьо) jest fikcyjną postacią (i tytułem powieści o niej traktującej) stworzoną przez bułgarskiego pisarza Aleko Konstantinowa. Uważany jest za "modelowy" przykład postępowego lecz pozbawionego szerszego wykształcenia przedstawiciela dziewiętnastowiecznej bułgarskiej klasy średniej. Do jego przymiotów zaliczają się: siła, odwaga, wytrwałość ale i ignorancja, skłonność do podstępu i egoizm.
Skupia w sobie wszystkie typowe przywary, które cechują modelowego „homo balcanicus”.